# Rangipo Desert

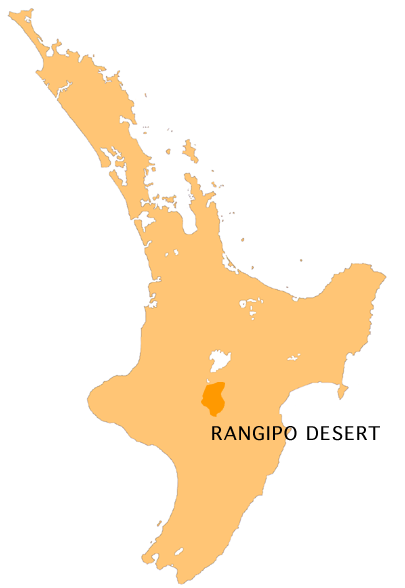
Lage der Wüste auf der Nordinsel

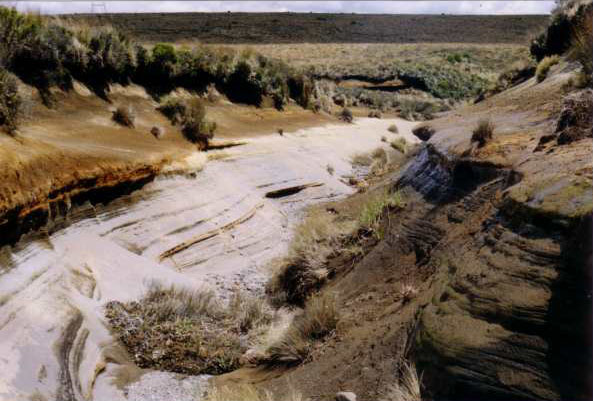
Typische Landschaft in der Rangipu-Wüste, von der Desert Road aus gesehen

Rangipo Desert (deutsch: Rangipo-Wüste) ist eine unfruchtbare, wüstenähnliche Gegend auf der Nordinsel Neuseelands, genauer gesagt im Osten des Central Volcanic Plateau östlich der drei Vulkane Ruapehu, Ngauruhoe und Tongariro, westlich der Kaimanawa Mountains und südlich des Lake Taupō. Die einzige bedeutende Straße, die durch das Gebiet führt, ist der berühmte State Highway 1. Er trägt in dieser Region den Namen „Desert Road“ (Wüstenstraße).
Obwohl sich die Niederschläge in dem Gebiet auf etwa 1.500 bis 2.500 mm pro Jahr belaufen, gleicht Rangipo wegen der geringen Bodenqualität und dem trockenen Wind einer Wüste. Die Vegetation ist gering und beschränkt sich auf einzelne Grasbüschel. Es finden sich zahlreiche Quellflüsse, die später zu großen Strömen anwachsen, die aufgrund des schwachen Bewuchses der Region den Boden auswaschen und mitunter bizarr anmutende Täler formen. Viele bedeutende Flüsse des Landes, wie zum Beispiel der Waikato River, der Whanganui River oder der Rangitīkei River entspringen hier. Das Klima der gesamten Gegend ist alpin und rau und weist durchschnittlich – für Neuseeland und vor allem für die Nordinsel ungewöhnliche – 270 Tage mit Bodenfrost pro Jahr auf. An der 80 Kilometer weiter östlich gelegenen Hawke’s Bay gibt es im vergleichbaren Zeitraum weniger als 30. Auch schwere Schneefälle sind – im Gegensatz zum Rest der Insel – keine Seltenheit.
Die meisten Teile der Wüste liegen auf über 600 Meter, und ein großer Bereich sogar über 1.000 Meter über dem Meeresspiegel. Weil der Boden unfruchtbar ist, ist die Region nur äußerst dünn besiedelt, großteils sogar unbewohnt. Im Süden der Wüstengegend befindet sich der kleine Ort Waiouru, der von den neuseeländischen Streitkräften angelegt wurde. Große Gebiete im südlichen Teil der Wüste werden heute noch von der neuseeländischen Armee genutzt. Im Norden der Gegend entstand bereits im Jahr 1922 das „Rangipo Prison“, ein Gefängnis-Camp, das mehrmals erweitert wurde, zuletzt 2002 und Platz für über 400 Häftlinge bietet. Die Strafanstalt wird auch für illegale Einwanderer genutzt.